# デキムス・ユニウス・ブルトゥス (紀元前77年の執政官)
デキムス・ユニウス・ブルトゥス（ラテン語: Decimus Iunius Brutus）は、共和政ローマ期の政治家である。
ブルトゥスの父は紀元前138年に執政官を務めたデキムス・ユニウス・ブルトゥス・カッライクスである。ブルトゥスが最初に史実に名が挙がるのは、ルキウス・アップレイウス・サトゥルニヌスが護民官であった紀元前100年である。その後、紀元前77年にマメルクス・アエミリウス・レピドゥス・リウィアヌスと共に執政官へ選出された。ブルトゥスはルキウス・セルギウス・カティリナ一派による国家転覆未遂事件が発覚した紀元前63年まで生存していたことがわかっているが、以降の消息ははっきりしない。
なお、ブルトゥスの息子はデキムス・ユニウス・ブルトゥス・アルビヌスであり、ガイウス・ユリウス・カエサルの部下として活躍し、カエサル暗殺に関与したことで知られている。